# Zoanthus pigmentatus
Zoanthus pigmentatus är en korallart som beskrevs av Wilsmore 1909. Zoanthus pigmentatus ingår i släktet Zoanthus och familjen Zoanthidae. Inga underarter finns listade i Catalogue of Life.